# Dag Wirén
Dag Ivar Wirén, född 18 oktober 1905 i Striberg i Västmanland, död 19 april 1986 i Danderyd, var en svensk tonsättare. 

## Biografi
Dag Wirén växte upp i Fjugesta i Närke. Han avlade studentexamen vid Karolinska läroverket i Örebro år 1924. Mellan åren 1926 och 1931 studerade han vid Musikkonservatoriet i Stockholm. Därifrån tog han organistexamen år 1929 och examen i komposition år 1931. Lärare i komposition var Ernst Ellberg. Efter avslutade studier i Sverige fick han stipendium för vidare studier i Paris, där han vistades åren 1931–1934 och studerade komposition och instrumentation. Leonid Sabanejev var där hans lärare i instrumentation. År 1932 invigdes Örebro konserthus, och i samband därmed uppfördes Wiréns Konsertuvertyr nr 1, op. 2. Kompositören kunde själv via radiolänk följa framförandet.
Efter hemkomsten till Sverige engagerade sig Wirén i ledningen för Fylkingen. Han var bibliotekarie i Föreningen svenska tonsättare åren 1933–38. I samma förening var han vice ordförande 1938–63. Vidare var han musikkritiker i Svenska Morgonbladet 1938–1946 och styrelseledamot i Stim 1939–1968. Han satt i Musikaliska Akademiens styrelse 1948–1960. Från 1964 uppbar Wirén en nyinstiftad statlig konstnärsbelöning, vilket innebar en årlig inkomstgaranti.
Wirén var gift med sångtextförfattaren Noel Wirén.
Dag Wirén är gravsatt i minneslunden på Danderyds kyrkogård.

## Tonspråk
Wiréns produktion, som sträcker sig från seriös till populärmusik, är känd för sin kvalitet snarare än kvantitet. Ett antal av hans verk fick inget opusnummer, eller återkallades. Han sade en gång att hans önskan var att underhålla och behaga, och komponera lyssnarvänlig "modern" musik. Det sparsmakade draget har ofta framhävts för att karakterisera hans stil och teknik. Förmågan att få mycket små, till synes oansenliga motiv att utvidgas och fylla upp gedigna formförlopp bör förstås som den mest väsentliga innebörden av hans ekonomiska tillvägagångssätt. 
Neoklassiska stycken från Wiréns tidiga parisiska period, inklusive pianotrion (1933) och sinfoniettan (1933–1934), är melodiskt och rytmiskt underhållande. Efter återkomsten till Sverige komponerade han sina första två symfonier och sitt mest kända verk, Serenad för stråkar (1937). Samma anda som i serenaden finns andra symfonins final (1939). Musikstilen efter hemkomsten från Paris förblev i stort sett neoklassisk, melodisk, energisk och spirituell. 
Mot mitten av 1940-talet blev Wirén allvarligare i sin stil, kanske påverkad av Jean Sibelius. Wirén utvecklade en personlig teknik, kallad metamorfosteknik, som han först använde i den tredje stråkkvartetten (1941–1945), med gradvis motivförändring för att undvika upprepning. Han följde detta tillvägagångssätt i sin tredje symfoni (1944), där första satsens första tema, byggt på ett tema i dorisk tonart, sedan utvecklas och förändras. Den uttrycksfulla fjärde symfonin (1952) kan betecknas som utgången från ett tema (monotematisk teknik). Hans sena verk är strama och inåtvända, däribland den femte symfonin (1964) och den femte stråkkvartetten (1970).

## Kompositioner
Wirén komponerade fem symfonier, stråkkvartetter och filmmusik. Han blev bland annat mycket uppmärksammad i USA liksom i Sverige för sin lättsamma och utpräglat neoklassicistiska Serenad för stråkorkester op. 11. Han skrev också musiken till det vinnande bidraget i Melodifestivalen 1965, "Annorstädes vals", som framfördes av Ingvar Wixell.

## Priser och utmärkelser
- 1946 – Ledamot nr 647 av Musikaliska akademien
- 1960 – Stora Christ Johnson-priset för Symfoni nr 4
- 1975 – Atterbergpriset
- 1978 – Litteris et Artibus

## Verkförteckning

### Orkestermusik
- Symfoni nr 1, op. 3 (1931-34), indragen
- Symfoni nr 2, op. 14 (1939)
- Symfoni nr 3, op. 20 (1943–44)
- Symfoni nr 4, op. 27 (1951–52)
- Symfoni nr 5, op. 38 (1964)
- Konsertuvertyr nr 1, op. 2 (1931), uruppfördes vid invigningen av Örebro konserthus den 2 april 1932
- Konsertuvertyr nr 2, op. 16 (1940)
- Lustspelsuvertyr, op. 21 (1945)
- Sinfonietta, op. 7a (1933–34)
- Två orkesterstycken, op. 7b (1934)
- Serenad för stråkorkester, op. 11 (1937)
- Liten svit, op. 17 (1941)
- Romantisk svit, op. 22 (Köpmannen i Venedig) (1943, reviderad 1961)
- Divertimento, op. 29 (1954–57)
- Triptyk för liten orkester, op. 33 (1958)
- Musik för stråkorkester, op. 40 (1966)

### Konserter
- Cellokonsert, op. 10 (1936)
- Violinkonsert, op. 23 (1946)
- Pianokonsert, op. 26 (1950)
- Concertino för flöjt och liten orkester, op. 44 (1972) (Wiréns sista verk)

### Kammarmusik
- Stråkkvartett nr 1, indragen
- Stråkkvartett nr 2, op. 9 (1935)
- Stråkkvartett nr 3, op. 18 (1941)
- Stråkkvartett nr 4, op. 28 (1952–53)
- Stråkkvartett nr 5, op. 41 (1970)
- Pianotrio nr 1, op. 6 (1933)
- Pianotrio nr 2, op. 36 (1961)
- Blåskvintett, op. 42 (1971)
- Kvartett för flöjt, oboe, klarinett och cello, op. 31 (1956)
- Chaconne för violin och piano, op. 12 (1937)
- Sonatin för violin och piano, op. 15 (1940)
- Sonatin för cello och piano nr 1, op. 1 (1931)
- Sonatin för cello och piano nr 2 i e-moll, op. 4 (1933)
- Suite miniature för cello och piano, op. 8a (1934)
- Suite miniature för pianotrio, op. 8b (1934)

### Instrumentalverk
- Tema med variationer för piano, op. 5 (1933)
- Ironiska småstycken för piano, op. 19 (1942–45)
- Sonatin för piano, op. 25 (1950)
- Improvisationer för piano, op. 35 (1959)
- Liten serenad för gitarr, op. 39 (1964)
- Liten pianosvit, op. 43 (1971)

### Verk för kör
- Titania för damkör, text: Gustaf Fröding (1942)
- Tre dikter om havet, text: Karin Boye (1963)

### Sånger
- Livet och skrifterna ("En helig man"), text: Nils Ferlin (1934)
- Mitt trollslott står i skogens bryn, text: August Strindberg (1934)
- Om till din bädd, op. 13a, text: Erik Axel Karlfeldt (1938)
- En höstens kväll, op. 13b, text: Erik Axel Karlfeldt (1938)
- Jungfru Maria och Malenavisorna op. 13 a–b (1938) (text: Erik Axel Karlfeldt)
- Annorstädes vals, text: Alf Henrikson (1965)

### Sceniska verk
- Oscarsbalen, op. 24, balett, efter Gustaf Frödings "Balen" (1948–49), uruppförd på Kungliga Operan 1950 (Koreografi: Birgit Cullberg)
- Gult, rött och blått radiooperett, text: Georg Eliasson, uppförd på Sveriges Radio 1940
- Den glada patiencen, radiooperett, text: Georg Eliasson, uppförd på Sveriges Radio 1941
- Madame Bovary, musik till dramatisering av Gustave Flauberts roman, uppförd på Blancheteatern 1939
- Amorina, musik till Carl Jonas Love Almqvists verk, uppförd på Kungliga Dramatiska Teaterns lilla scen 1951
- Köpmannen i Venedig, musik till William Shakespeares pjäs (1943), uppförd på Kungliga Dramatiska Teatern
- Romeo och Julia, musik till William Shakespeares pjäs, uppförd på Kungliga Dramatiska Teatern 1953
- Gudens hustru, skådespelsmusik till Vilhelm Mobergs pjäs, uppförd på Kungliga Dramatiska Teatern 1954
- En midsommarnattsdröm, musik till William Shakespeares pjäs, uppförd på Kungliga Dramatiska Teatern 1955
- Drottningens juvelsmycke, musik till Carl Jonas Love Almqvists verk, uppförd på Kungliga Dramatiska Teaterns lilla scen 1957
- Plats på scenen, balett (1957), uruppförd av Dalasinfoniettan 1997
- Den elaka drottningen, balett, uppförd på Sveriges Television 1960 (Koreografi: Birgit Cullberg)
- Hamlet, musik till William Shakespeares pjäs, uppförd på Kungliga Dramatiska Teatern 1960
- Kung John skådespelsmusik till William Shakespeares pjäs, uppförd på Kungliga Dramatiska Teatern 1961

### Filmmusik
- 1942 – Man glömmer ingenting
- 1945 – Oss tjuvar emellan eller En burk ananas
- 1949 – Bara en mor
- 1949 – Grönt guld
- 1951 – Fröken Julie
- 1954 – En lektion i kärlek
- 1955 – Vildfåglar
- 1958 – Körkarlen
- 1960 – De sista stegen